# Euphorbia bottae
Euphorbia bottae är en törelväxtart som beskrevs av Pierre Edmond Boissier. Euphorbia bottae ingår i släktet törlar, och familjen törelväxter. Inga underarter finns listade i Catalogue of Life.